# 5026 Martes
5026 Martes eller 1987 QL1 är en asteroid i huvudbältet som upptäcktes den 22 augusti 1987 av den tjeckiske astronomen Antonín Mrkos vid Kleť-observatoriet i Tjeckien. Den är uppkallad efter det latinska namnet på Mårdar.
Asteroiden har en diameter på ungefär 7 kilometer. Den tillhör och har givit namn åt asteroidgruppen Martes.